# Diego Brambilla
Diego Alberto Brambilla (ur. 17 lutego 1969) – włoski judoka. Olimpijczyk z Atlanty 1996, gdzie zajął 21. miejsce w wadze lekkiej.
Brązowy medalista mistrzostw świata w 1995; piąty w 1993. Startował w Pucharze Świata w latach 1990–1993, 1996, 1997. Srebrny medalista igrzysk śródziemnomorskich w 1993. Trzeci na akademickich MŚ w 1990 roku.

## Letnie Igrzyska Olimpijskie 1996
| Konkurencja | Eliminacje              | Klas. końcowa |
| Konkurencja | Przeciwnik I            | Miejsce       |
| ----------- | ----------------------- | ------------- |
| 71 kg       | Bertalan Hajtós (HUN) P | 21.           |